# Jacques Berthier
Jacques Berthier (ur. 27 czerwca 1923 w Auxerre, Burgundia, zm. 27 czerwca 1994 w Paryżu) – francuski kompozytor chrześcijańskiej muzyki liturgicznej i organista, najbardziej znany jako twórca pieśni używanych we Wspólnocie Taizé.

## Życiorys
Urodził się w Auxerre w rodzinie muzyków. Jego ojciec, Paul, był kompozytorem, założycielem (1907) zespołu Małych Śpiewaków z Paryża. Przez 50 lat był także kapelmistrzem i organistą w Katedrze w Auxerre. Jacques uczył się początkowo od swoich rodziców; pobierał nauki gry na organach, harmonii, pianinie, a ponadto trenował kompozycję, co wkrótce zaowocowało tworzeniem prostych melodii i utworów instrumentalnych.
Po wojnie został uczniem École César Franck w Paryżu, gdzie kontynuował naukę kompozycji pod profesjonalnym okiem Guya de Lioncourt, z którego córką wziął ślub. Ponadto Berthier uczył się gry na organach, techniki fugi, oraz kontrapunktu u Édouarda Souberbielle’a. W 1955 roku został poproszony przez Josepha Gelineau o skomponowanie antyfon do napisanych przez niego psalmów, które miały być wykonywane przez Wspólnotę Taizé. W 1961 roku otrzymał posadę organisty w jezuickiej parafii pw. św. Ignacego w Paryżu, gdzie pracował do końca życia. Cały czas komponował na prośby różnych parafii, a w 1975 został ponownie poproszony przez braci z Taizé o skomponowanie prostych piosenek z refrenem z myślą o coraz większej liczbie młodych ludzi z całego świata odwiedzających bractwo. Jego współpraca z Taizé trwała wiele lat, z inspiracji brata Rogera. O Berthierze mówiono, że „w sposób genialny ubierał w muzykę kolejne wersy tekstu, wydobywając dźwiękami jego znaczenie. Co więcej, ta sztuka udawała mu się nierzadko także w innych językach, takich jak angielski, którymi się nie posługiwał”. Oprócz twórczości dla Taizé, Berthier cały czas komponował utwory dla indywidualnych parafii, msze dla wspólnot monastycznych, zbiory instrumentalnych utworów liturgicznych na flet, obój i organy, jak również większe dzieła muzyki religijnej przeznaczonych do wykonań koncertowych. Styl jego utworów (oprócz tych dla Taizé) był oparty na skalach gregoriańskich.
Berthier zmarł w dniu swoich 71 urodzin, 27 czerwca 1994 roku w swoim domu w Paryżu. Jego pogrzeb odbył się w bazylice St-Sulpice w Paryżu. Na jego prośbę nie został na nim wykonany żaden z jego utworów.